# 实践论
《实践论》创作于1937年，是毛泽东最重要的哲学作品之一，与《矛盾论》合称“两论”。此书从马克思主义哲学认识论上分析批判了教条主义与狭隘经验主义的根源与危害。

## 哲学内容
《实践论》遵循了马克思主义的辩证唯物主义，认为人获取逻辑知识的过程开始于感知（perception）、认知（cognition）与概念化（conceptualizing）三个阶段。:4–5人必须把获取的逻辑知识通过实践应用于现实以检验其真理性。《实践论》认为其他哲学忽视了认识论中实践的重要性。

## 评价
- 毛泽东自己评价：对《实践论》“是比较满意的，《矛盾论》就并不很满意”。这个评价，他后来始终坚持。1965年，在回答记者斯诺时，他说道：“其实，《矛盾论》不如《实践论》那篇文章好。《实践论》是讲认识过程，说明人的认识是从什么地方来的，又向什么地方去。”[5]
- 傅雷在写给儿子的家书中写道：“‘毛选’中的《实践论》及《矛盾论》，可多看看，这是一切理论的根底……可以帮助你对马列主义及辩证法有深切了解……我本来富于科学精神，看这一类书觉得很容易体会，也很有兴趣……”[6]